# Strada statale 671 della Val Seriana
La strada statale 671 della Val Seriana (SS 671), fino al 2021 strada provinciale ex strada statale 671 della Val Seriana (SP ex SS 671), è una strada statale italiana che percorre la valle omonima.
La denominazione di strada provinciale ex strada statale 671 della Val Seriana (SP ex SS 671) resta in uso per identificare il cosiddetto tracciato dell'Asse Interurbano di Bergamo, altrimenti noto come "SP BG SS 671 Asse Interurbano".

## Percorso

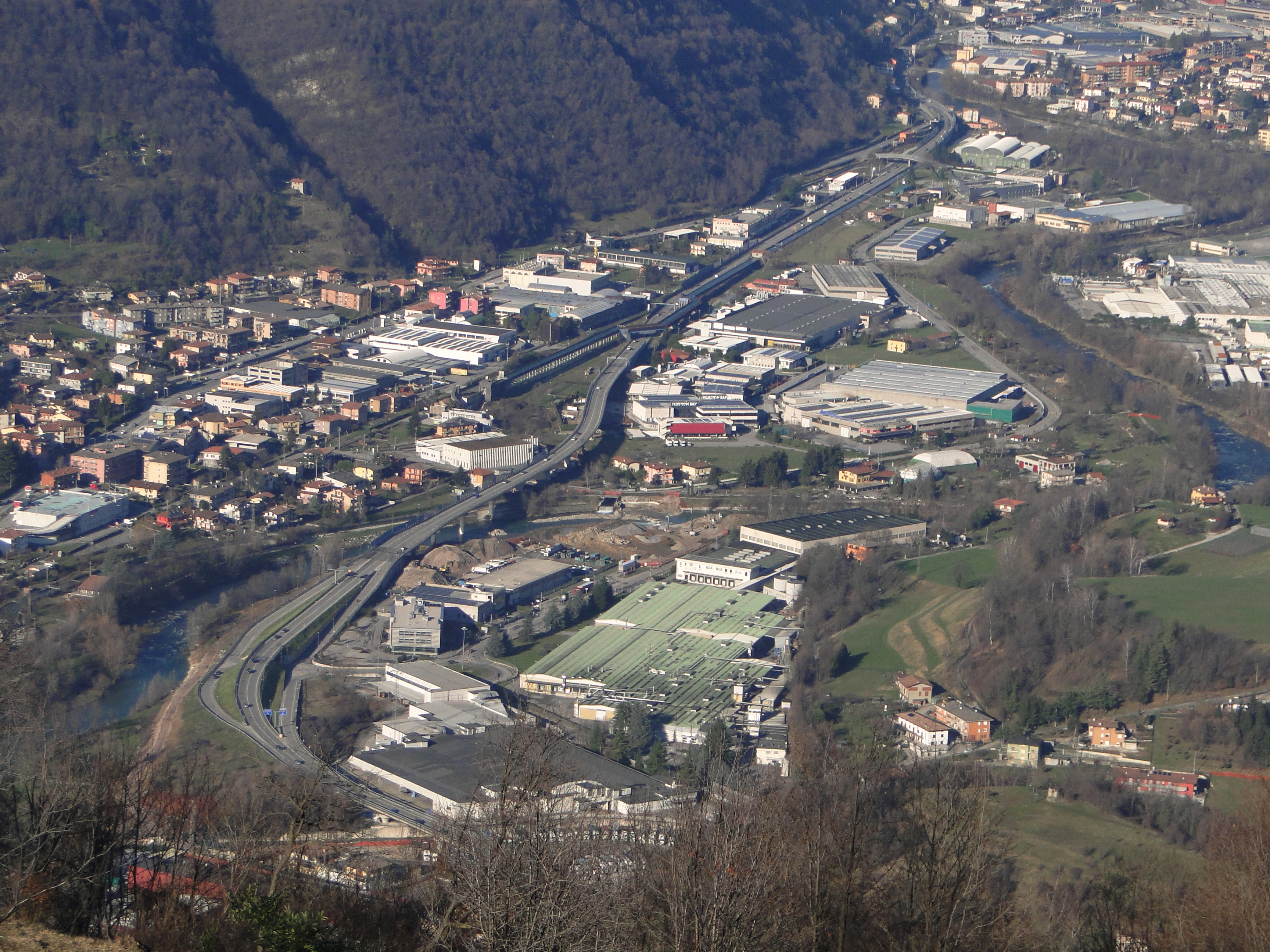
La superstrada in valle Seriana tra Cene e Comenduno

Dall'inizio nel comune di Treviolo - all'intersezione con la ex strada statale 470 dir della Val Brembana (oggi strada statale 470 della Val Brembana) - fino a Seriate, in località Cassinone, ha caratteristica di strada di grande comunicazione a due corsie per senso di marcia e spartitraffico centrale. Questo tratto fa parte dell'Asse Interurbano di Bergamo e viene gestito dalla Provincia di Bergamo che l'ha ridenominato strada provinciale ex strada statale 671 della Val Seriana. Vi si allacciano con svincoli tutte le principali strade che conducono alla città e lo svincolo per l'aeroporto di Orio al Serio. Dopo un tratto di un chilometro in comune con la SS 42 var, riprende nel territorio di Seriate, con caratteristiche di strada extraurbana secondaria sotto la gestione Anas. Attraversa la galleria di Montenegrone ed entra in Val Seriana, sviluppandosi sul nuovo tracciato sopraelevato posto al centro della valle, evitando i centri abitati di Nembro e Albino.
La nuova superstrada si innesta poi sul vecchio tracciato viario nei pressi di Cene; da Gazzaniga a Clusone rimane un percorso abbastanza scorrevole. Qui, dopo avere oltrepassato i primi tre tornanti del tracciato, assume un andamento rettilineo e imbocca la nuova variante che supera efficacemente il centro dell'altopiano. Dopo 4,5 chilometri di strada extraurbana secondaria, in parte nel territorio comunale di Rovetta, la strada diventa montuosa fino ad arrivare a Castione della Presolana.
Con pendenze abbastanza accentuate affronta dopo il termine dell'abitato alcuni tornanti e sale al passo della Presolana (1297 m), il suo punto più alto. Dal valico inizia a scendere a mezza costa dominata dalla mole rocciosa del Pizzo della Presolana e superate alcune gallerie artificiali a protezione dalle slavine entra in Val di Scalve, sino a giungere infine a Dezzo di Scalve (frazione di Azzone e Colere), dove si immette nella strada statale 294 della Valle di Scalve.

## Storia
Precedentemente classificata in parte come strada provinciale 35 Bergamo-Clusone (SP 35) e in parte come strada provinciale 56 Clusone-Dezzo (SP 56), con il decreto del Ministro dei lavori pubblici del 23 ottobre 1995 ottiene la classificazione di strada statale con il seguente itinerario: "Nembro-Clusone-Innesto SS n.294
presso Dezzo di Scalve".
Successivamente il suo percorso viene modificato aggiungendo la superstrada Seriate-Nembro-Cene e il cosiddetto Asse Interurbano di Bergamo, da Seriate fino all'allora innesto con la strada statale 470 dir della Val Brembana nei pressi di Treviolo.
A seguito del decreto legislativo n. 112 del 1998, dal 2001, la gestione è passata dall'ANAS alla Regione Lombardia che ha provveduto al trasferimento dell'infrastruttura al demanio della Provincia di Bergamo.. Seguendo i DPCM del 21 novembre 2019, dal 2021, la gestione della tratta Seriate-Nembro-Cene-Dezzo di Scalve è tornata ad ANAS che ha riclassificato questo tratto come SS 671 della Val Seriana. Il nuovo tracciato misura complessivamente 56,900 km a partire dalla progressiva chilometrica 0,000, fissata in corrispondenza dello svincolo con la SS 42 var.

Il tratto di 12,000 km Treviolo-Seriate è rimasto in gestione alla Provincia di Bergamo come strada provinciale ex strada statale 671 della Val Seriana, altrimenti noto come "SP BG SS 671 Asse Interurbano", mantenendo l'originaria progressiva chilometrica con inizio nel comune di Treviolo.
Sempre nel 2021 viene istituita da ANAS la strada statale 671 dir della Valle Borlezza, arteria di diramazione con origine a Clusone e termine in prossimità dell'abitato di Lovere.

## SP BG SS 671 Asse Interurbano
La SS 342 dir/A Asse Interurbano nel comune di Treviolo cambia denominazione e prosegue senza soluzione di continuità come SP BG SS 671 Asse Interurbano, passando dalla gestione Anas a quella della Provincia di Bergamo.
Questa superstrada, con caratteristiche di una strada extraurbana principale a doppia carreggiata con due corsie per senso di marcia, dove il limite di velocità è di 90 chilometri orari, lambisce il capoluogo orobico a sud e si immette dopo 12 chilometri nella SS 42 Var all'altezza di Seriate.
| SP BG SS 671 Asse Interurbano |                                                                                         |      |           |
| Tipologia                     | Indicazione                                                                             | ↓km↓ | Provincia |
|                               | Prosegue senza soluzione di continuità da SS 342 dir/A Asse Interurbano                 | 0    | BG        |
|                               | direzione Dalmine Milano-Venezia (casello di Dalmine) Dalmine Milano                    | 0,1  | BG        |
|                               | direzione Val Brembana Ponte San Pietro                                                 | 0,3  | BG        |
|                               | Area Servizio                                                                           | 1    | BG        |
|                               | Curno Curnasco Treviolo                                                                 | 1,5  | BG        |
|                               | Bergamo quart. Longuelo Ospedale Papa Giovanni XXIII                                    | 3    | BG        |
|                               | Curnasco Treviolo Lallio                                                                | 3,5  | BG        |
| in dir. est solo entrata      | Grumellina Bergamo                                                                      | 4    | BG        |
| solo dir. est                 | Via Rampinelli                                                                          | 4,3  | BG        |
|                               | Bergamo Treviglio Colognola                                                             | 4,5  | BG        |
|                               | Bergamo Valli di Bergamo Treviglio Milano-Venezia (casello di Bergamo)                  | 5,5  | BG        |
|                               | Aeroporto di Orio al Serio Oriocenter Orio al Serio                                     | 7    | BG        |
|                               | Orio al Serio Fiera Aeroclub Bergamo Seriate                                            | 8    | BG        |
|                               | Area Servizio                                                                           | 9,5  | BG        |
|                               | Grassobbio Zona Industriale Seriate                                                     | 10,5 | BG        |
|                               | Seriate Milano-Venezia (casello di Seriate) Cremona Brescia Crema Treviglio Lago d'Iseo | 11,5 | BG        |
|                               | Lovere Albano S.A. Val Seriana Val Camonica                                             | 12   | BG        |

## Tratto Seriate-Colzate
La Superstrada Seriate-Nembro-Cene è un nuovo tratto della Strada Statale 671 della Val Seriana che va da Seriate a Cene e che per mezzo della galleria di Montenegrone attraversa la collina di Celinate. Progettata negli anni '60, la sua costruzione è iniziata nel 1992, con l'obiettivo di terminare per il 1997. Dopo anni di lavori più volte sospesi e riassegnati a causa di una cattiva gestione, il tratto Nembro-Cene viene aperto nel 2007. La galleria di Montenegrone, dopo la revisione delle dotazioni di sicurezza a seguito della tragedia del tunnel del Monte Bianco, apre definitivamente il 7 gennaio 2008. Grande sponsor del completamento dell'opera è il ministro delle infrastrutture del governo Prodi II, Antonio Di Pietro, residente in provincia.
La superstrada è classificata come strada extraurbana secondaria e il limite di velocità varia tra i 60 chilometri orari nelle gallerie di Albino e Cene e i 90 chilometri orari nei tratti ordinari.
La tratta comincia dall'intersezione con la variante della strada statale 42 del Tonale e della Mendola e dopo 2 km entra nella galleria di Montenegrone lunga 3378 m, dove il limite è di 70 km/h; successivamente imbocca la Valle Seriana, dove si collega con la SP 35 Bergamo-Nembro. Supera i centri di Nembro e Pradalunga attraverso viadotti posti sul fiume Serio. Dopo altre due gallerie nel territorio di Albino e l'uscita di Cene, si riallaccia al vecchio tracciato prima di Gazzaniga. 
Qui la strada prosegue sulla variante Gazzaniga-Colzate, ancora strada extraurbana secondaria, fino al semaforo di Casnigo che segna la fine del tratto di superstrada.
| TRATTO VELOCE SERIATE-NEMBRO-CENE-COLZATE |                                             |                                                                                |      |           |
| Note                                      | Tipologia                                   | Indicazione                                                                    | ↓km↓ | Provincia |
|                                           |                                             | Var direzione Bergamo Lecco Bergamo Milano-Venezia Seriate                     | 0,7  | BG        |
|                                           |                                             | Var direzione Val Camonica Lovere Sarnico                                      | 1    | BG        |
| ↑ ↓                                       |                                             | Pedrengo Torre de' Roveri Scanzorosciate                                       | 1,5  | BG        |
| ↑                                         | solo entrata dir. sud solo uscita dir. nord | Nembro Bergamo Selvino Villa di Serio                                          | 6,5  | BG        |
|                                           | solo entrata dir. nord solo uscita dir. sud | Nembro Selvino Bergamo                                                         | 7,5  | BG        |
|                                           |                                             | Albino Pradalunga Valseriana Center                                            | 10   | BG        |
|                                           |                                             | Cene sud valle Lujo valle Cavallina                                            | 13   | BG        |
| ↑ ↓                                       | solo entrata dir. nord solo uscita dir. sud | Albino Comenduno                                                               | 15,5 | BG        |
|                                           | solo uscita solo dir. nord                  | Cene Ranzanico Bianzano                                                        | 15,7 | BG        |
|                                           | solo uscita dir. nord solo entrata dir. sud | Gazzaniga Via Cesare Battisti                                                  | 16   | BG        |
|                                           |                                             | Gazzaniga Cene Fiorano vigili del fuoco                                        | 17   | BG        |
|                                           |                                             | Val Gandino Casnigo Leffe Cazzano S. Andrea Gandino Peia musei Leffe - Gandino | 19   | BG        |
|                                           |                                             | Vertova Colzate musei Vertova                                                  | 19,5 | BG        |
|                                           |                                             | Colzate                                                                        | 21   | BG        |

## Tratto Clusone-Rovetta
Prima di entrare nell'abitato di Clusone dal vecchio tracciato si snoda il nuovo tratto veloce che porta a Rovetta passando a sud del centro seriano.

La strada è a carreggiata unica, classificata come strada extraurbana secondaria dove il limite di velocità è di 90 chilometri orari.
| TRATTO VELOCE CLUSONE-ROVETTA | |      |           |
| Tipologia                     | Indicazione                                                                                           | ↓km↓ | Provincia |
|                               | via Sales via B. da Nossa Clusone Villa d'Ogna Valbondione MAT museo arte e tempo                     | 35   | BG        |
| solo entrata nord             | San Lucio La Spessa                                                                                   | 36   | BG        |
|                               | Lovere Sovere Cerete valle Borlezza Lago d'Iseo Clusone                                               | 37,5 | BG        |
|                               | San Lorenzo Lovere Sovere Cerete valle Borlezza Lago d'Iseo Rovetta Fino del Monte Casa Museo Fantoni | 39,5 | BG        |